# 第5回全国高等学校バスケットボール選抜優勝大会
第5回全国高等学校バスケットボール選抜優勝大会（だい5かい ぜんこくこうとうがっこう―せんばつゆうしょうたいかい）は、1975年3月26日から29日まで代々木体育館別館で開催された全国高等学校バスケットボール選抜優勝大会である。今大会から出場校が24校に増加した。男子は能代工業が2年連続2回目、女子は樟蔭東が初優勝を達成。

## 出場校
| ブロック | 都道府県 | 男子             | 男子         | 都道府県 | 女子           | 女子         |
| ブロック | 都道府県 | 出場校           | 出場回数     | 都道府県 | 出場校         | 出場回数     |
| -------- | -------- | ---------------- | ------------ | -------- | -------------- | ------------ |
| 北海道   | 北海道   | 旭川大学         | 初出場       | 北海道   | 札幌静修       | 2年連続2回目 |
| 東北1    | 山形県   | 日本大学山形     | 初出場       | 秋田県   | 秋田市立       | 初出場       |
| 東北2    | 岩手県   | 盛岡工業         | 初出場       | 秋田県   | 大曲           | 2年ぶり4回目 |
| 関東1    | 茨城県   | 土浦日本大学     | 3年ぶり3回目 | 千葉県   | 昭和学院       | 4年ぶり2回目 |
| 関東2    | 神奈川県 | 相模工業大学附属 | 2年ぶり3回目 | 栃木県   | 宇都宮女子商業 | 2年連続3回目 |
| 関東3    | 栃木県   | 栃木工業         | 初出場       | 茨城県   | 日立女子       | 2年ぶり3回目 |
| 東京都1  | 東京都   | 京北             | 5年連続5回目 | 東京都   | 東京成徳       | 4年連続4回目 |
| 東京都2  | 東京都   | 安田学園         | 初出場       | 東京都   | 瀧野川女子学園 | 初出場       |
| 北陸     | 石川県   | 石川県立工業     | 2年連続3回目 | 石川県   | 金城           | 2年連続2回目 |
| 信越1    | 新潟県   | 三条             | 初出場       | 長野県   | 飯田風越       | 初出場       |
| 信越2    | 新潟県   | 新津             | 2年連続2回目 | 長野県   | 松本蟻ヶ崎     | 初出場       |
| 東海1    | 岐阜県   | 岐阜農林         | 2年ぶり3回目 | 愛知県   | 高蔵           | 初出場       |
| 東海2    | 静岡県   | 浜松商業         | 2年連続2回目 | 三重県   | 津女子         | 3年連続3回目 |
| 東海3    | 愛知県   | 名城大学附属     | 初出場       | 静岡県   | 清水女子       | 初出場       |
| 近畿1    | 京都府   | 洛南             | 初出場       | 大阪府   | 樟蔭東         | 2年連続2回目 |
| 近畿2    | 大阪府   | 初芝             | 2年ぶり2回目 | 兵庫県   | 甲子園学院     | 初出場       |
| 近畿3    | 和歌山県 | 田辺             | 初出場       | 京都府   | 家政学園       | 初出場       |
| 中国1    | 広島県   | 広島商業         | 3年連続3回目 | 岡山県   | 岡山南         | 2年連続2回目 |
| 中国2    | 岡山県   | 倉敷工業         | 初出場       | 山口県   | 長府           | 初出場       |
| 四国     | 愛媛県   | 新田             | 初出場       | 徳島県   | 日和佐         | 初出場       |
| 九州1    | 福岡県   | 福岡大学附属大濠 | 2年連続2回目 | 長崎県   | 鶴鳴女子       | 2年ぶり4回目 |
| 九州2    | 長崎県   | 海星             | 初出場       | 鹿児島県 | 鹿児島女子     | 4年連続4回目 |
| 九州3    | 熊本県   | 九州学院         | 初出場       | 宮崎県   | 妻             | 初出場       |
| 推薦     | 秋田県   | 能代工業         | 5年連続5回目 | 東京都   | 大妻           | 5年連続5回目 |

## 試合結果

### 男子
1回戦
- 栃木工業 71 - 70 名城大学附属
- 三条 83 - 61 九州学院
- 安田学園 78 - 62 広島商業
- 海星 84 - 83 初芝

- 田辺 83 - 74 倉敷工業
- 相模工業大学附属 109 - 61 旭川大学
- 盛岡工業 88 - 66 新田
- 浜松商業 61 - 59 新津

2回戦
- 能代工業 93 - 46 栃木工業
- 三条 89 - 71 石川県立工業
- 岐阜農林 90 - 66 安田学園
- 土浦日本大学 94 - 52 海星

- 福岡大学附属大濠 93 - 85 田辺
- 相模工業大学附属 95 - 68 日本大学山形
- 洛南 92 - 69 盛岡工業
- 京北 101 - 87 浜松商業

準々決勝
- 能代工業 90 - 60 三条
- 福岡大学附属大濠 83 - 66 相模工業大学附属
- 土浦日本大学 89 - 49 岐阜農林
- 洛南 91 - 80 京北

準決勝
- 能代工業 75 - 64 土浦日本大学
- 福岡大学附属大濠 62 - 56 洛南

3位決定戦
- 土浦日本大学 72 - 66 洛南

決勝
- 能代工業 100 - 58 福岡大学附属大濠

### 女子
1回戦
- 松本蟻ヶ崎 56 - 54 清水女子
- 鹿児島女子 82 - 54 日和佐
- 甲子園学院 60 - 52 岡山南
- 宇都宮女子商業 104 - 51 長府

- 瀧野川女子学園 57 - 52 家政学園
- 飯田風越 75 - 57 津女子
- 大曲 76 - 69 金城
- 日立女子 81 - 53 妻

2回戦
- 大妻 84 - 38 松本蟻ヶ崎
- 札幌静修 87 - 54 鹿児島女子
- 甲子園学院 70 - 48 高蔵
- 秋田市立 59 - 54 宇都宮女子商業

- 昭和学院 74 - 43 瀧野川女子学園
- 鶴鳴女子 65 - 57 飯田風越
- 大曲 60 - 49 東京成徳
- 樟蔭東 82 - 44 日立女子

準々決勝
- 樟蔭東 83 - 59 大曲
- 昭和学院 65 - 49 鶴鳴女子
- 甲子園学院 46 - 42 秋田市立
- 大妻 65 - 31 札幌静修

準決勝
- 樟蔭東 87 - 44 昭和学院
- 大妻 65 - 45 甲子園学院

3位決定戦
- 昭和学院 58 - 54 甲子園学院

決勝
- 樟蔭東 57 - 51 大妻

## 大会ベスト5
男子
- 見上義男 (能代工業№・2年)
- 小野秀二 (能代工業№8・2年)
- 金城日和 (福岡大学附属大濠№・年)
- 鴻巣広雄 (土浦日本大学№・年)
- 横尾敏男 (洛南№・年)

女子
- 高津泰子 (樟蔭東№・年)
- 佐藤和子 (樟蔭東№・年)
- 西田裕子 (樟蔭東№・年)
- 中村朱美 (大妻№・年)
- 鈴木真理 (大妻№・年)